# Blanca Rosa Gómez Morante
Blanca Rosa Gómez Morante (Torrelavega, Cantabria, 26 de diciembre de 1958) es una política española.

## Biografía
Diplomada en Magisterio por la Universidad de Cantabria ejerció la docencia durante tres años. Se afilia al PSOE en 1985. En 1987 entra en la Corporación Municipal y bajo el mandato de José Gutiérrez Portilla se ocupa de la concejalía de Asuntos Sociales del Ayuntamiento de Torrelavega hasta 1994. A raíz del fallecimiento de Gutiérrez Portilla se convierte en la primera alcaldesa de Torrelavega hasta 1999.
Posteriormente, pasó a la oposición entre 1999 y 2003, periodo en el que Francisco Javier López Marcano (PRC) fue alcalde del municipio con el apoyo del PP. En las elecciones de 2003 ocupa el cargo de alcaldesa tras obtener mayoría simple en estos comicios pactando meses después con el PRC y lo revalida en 2007 con los votos del PRC y el apoyo del Partido Popular en temas fundamentales. 
En las elecciones de 2011 el PSOE es derrotado por primera vez en las urnas en la ciudad por el Partido Popular cuyo candidato Ildefonso Calderón se convierte en alcalde de Torrelavega tras haber vencido por mayoría simple y regresa a la oposición como portavoz de su grupo en el Ayuntamiento.
Por otro lado, fue desde el año 2000 hasta octubre de 2008, presidenta del Partido Socialista de Cantabria (federación del PSOE en Cantabria) y de la Federación de Municipios de Cantabria entre 2003 y 2011 así como senadora electa por Cantabria (Grupo Parlamentario Socialista) desde el 12 de marzo de 2000 hasta el 20 de enero de 2004 (VII Legislatura). Los cargos que ocupó en la cámara son los siguientes:
- Vocal de la Comisión General de las Comunidades Autónomas (2000-2004)
- Portavoz y vocal de la Comisión de Peticiones (2000-2004)
- Vocal de la Comisión de Entidades Locales (2000-2004)
- Secretaria 2ª de la Comisión especial sobre la situación de las poblaciones de montaña (2001-2004)
- Vocal de la Comisión Mixta de Relaciones con el Defensor del Pueblo (2000-2004)

En octubre de 2013, tras un convulso pleno para apoyar a los trabajadores de Sniace, Konecta-Golden Line y la Plataforma de Afectados por las Hipotecas, el PRC propone al PSC-PSOE presentar una moción de censura contra el alcalde Ildefonso Calderón, justificándolo en la falta de respuesta del PP a la situación de emergencia social, laboral e industrial de la ciudad. Tras haber votado en contra de la propuesta en un primer momento, el Cómite Local de los socialistas, celebrado el 30 de octubre de 2013 la acepta finalmente, eligiendo a la concejala y secretaria general de la agrupación, Lidia Ruiz Salmón como candidata a la Alcaldía.
Gómez Morante junto con otros destacados dirigentes, rechaza la decisión y dimite de sus cargos en el Comité porque considera que han sido desautorizados por la dirección regional del partido que les ha impuesto apoyar la moción de censura.
Al negarse a firmarla, en noviembre de 2013, es apartada de sus cargos paulatinamente, primero como vocal en varias comisiones informativas y representante en los consejos escolares de un colegio y un instituto de la ciudad, y ya en diciembre como portavoz del Grupo Municipal Socialista en el Consistorio, sustituyéndola Ruiz Salmón. 
La moción registrada el 2 de enero de 2014 y aprobada por mayoría absoluta de PSC-PSOE y PRC el 15 de enero de 2014 no cuenta con su respaldo definitivo puesto que no acude al pleno municipal donde es debatida y votada. El 21 de enero de 2014, el PSC-PSOE anuncia que la Comisión Ejecutiva Federal ha decidido expulsarla provisionalmente del partido por incumplir reiteradamente los acuerdos tomados en los órganos de gobierno de esta formación política, obstaculizar la moción de censura y menoscabar la imagen del PSOE. También, la Ejecutiva Regional la exige que devuelva su acta de concejala de la Corporación o de lo contrario sería expulsada del Grupo Municipal Socialista y tendría que pasar al Grupo Mixto como edil no adscrita. Gómez Morante no renuncia a su acta porque su compromiso con los ciudadanos está por encima del que tiene con el partido y a finales de ese mes, remite una carta manuscrita de nueve folios a la Ejecutiva Federal del PSOE con reflexiones políticas en las que defiende su actuación al no apoyar la moción de censura que hizo alcaldesa a su compañera de partido Lidia Ruiz Salmón. 
En abril, pasa a ser oficialmente concejala no adscrita de la Corporación Municipal de Torrelavega volviendo a tener voz y voto en todas las comisiones informativas y órganos locales y ocupando un lugar distinto en el salón de plenos. 
En mayo, se hace pública la resolución remitida por la Comisión Ejecutiva Federal del PSOE en la que la expulsa definitivamente del partido por no proceder al cumplimiento de los acuerdos adoptados en los órganos competentes de la formación, en relación con la moción de censura que promovieron junto con los regionalistas contra el popular Ildefonso Calderón dada su negativa a apoyar y firmar tanto la propia moción como el documento de compromiso previo con la misma, no asistir al pleno en el que se votaba sin comunicar su ausencia a sus compañeros de grupo, obstruir la labor del comité negociador poniendo en peligro las negociaciones con el PRC, menoscabar la imagen del partido y provocar un daño evidente en la estrategia socialista en la ciudad y un riesgo patente en su unidad de acción.
A finales de 2014, presenta su formación política Torrelavega Sí basada en el grupo de opinión Impulsar Torrelavega creado meses antes con la que concurre a las  elecciones municipales de 2015. También, decide presentarse como candidata a la presidencia del Gobierno de Cantabria con una coalición integrada por miembros de su partido, de La Unión y ex-regionalistas de la plataforma Avanza Cantabria.
Tras ellas, su partido logra entrar en la corporación municipal con 4 concejales, obteniendo el respaldo del 12,57 % de los votantes pero no consigue representación la coalición Por Cantabria Sí en el Parlamento de Cantabria. En las elecciones municipales de 2019 Torrelavega Sí sólo consiguió mantener un concejal, ella misma, con 1745 votos y el 6,18 % de los sufragios. 
| Predecesor: José Gutiérrez Portilla        | Alcaldesa de Torrelavega 1994-1999                                        | Sucesor: Francisco Javier López Marcano |
| Predecesor: Matilde Fernández              | Presidenta del PSC-PSOE 2000-2008                                         | Sucesor: Miguel Ángel González Vega     |
| Predecesor: Francisco Javier López Marcano | Alcaldesa de Torrelavega 2003-2011                                        | Sucesor: Ildefonso Calderón             |
| Predecesor: Pedro Aguirre                  | Portavoz del Grupo Socialista en el Ayuntamiento de Torrelavega 2011-2013 | Sucesor: Lidia Ruiz Salmón              |